# Vihuelistas españoles (s. XVI)

Vihuelistas Españoles (S. XVI) (1990) es un álbum doble grabado por Jorge Presno tocando la vihuela en Sol con obras de Esteban Daza, Luys de Milán, Enríquez de Valderrábano, Alonso Mudarra, Diego Pisador, Miguel de Fuenllana y Luis de Narváez. Pertenece a la Colección de Música Antigua Española de la discográfica Hispavox.

## Información adicional
Referencia: CMS 7 63671 2

## Pistas
- Disco 1

Luys de Milán (El Maestro)
1. "Fantasía I" - 3:30
2. "Fantasía II" - 2:20
3. "Fantasía III" - 1:55
4. "Fantasía IV" - 2:10
5. "Fantasía VIII" - 1:50
6. "Fantasía X" - 3:10
7. "Fantasía XII" - 2:18
8. "Fantasía XIII" - 3:35
Enríquez de Valderrábano (Silva de Sirenas)
9. "Cuatro diferencias sobre la Pavana Real" - 7:46
10. "Soneto VII" - 1:55
11. "Soneto VIII" - 2:15
12. "Sonetos IX y XI" - 2:17
13. "Soneto XIII" - 1:45
14. "Soneto XV" - 1:35
15. "Fantasía XIV" - 3:10
16. "Fantasía XIII" - 1:18
Alonso Mudarra (Tres libros de música en cifra para vihuela)
17. "Conde Claros" - 2:11
18. "Pavana de Alexandre" - 2:15
19. "Pavana para guitarra al temple nuevo" - 2:37
20. "Gallarda" - 1:42
21. "Fantasía I, de pasos largos" - 1:35
22. "Fantasía II, para desenvolver las manos" - 1:19
23. "Fantasía V" - 1:35
24. "Fantasía X, que contrahaze el harpa a la manera de Ludovico"" - 2:26
- Disco 2 -

Miguel de Fuenllana (Orphénica Lyra)
1. "Duo"
2. "Duo contrapunto"
3. "Duo sobre un tema de Morales"
4. "Glosa"
5. "Tiento de segundo tono"
6. "Tiento de sexto tono"
7. "Tiento de octavo tono"
8. "Fantasia de octavo tono"
9. "Fantasia de redobles galanos"
10. "Fantasia para vihuela de 5 órdenes"
Luis de Narváez (Los seis libros del Delphín de música de cifra para tañer vihuela)
11. "Fantasia IX, del primer tono"
12. "Fantasia XIV, del primer tono"
13. "Canción III"
14. "Cuatro diferencias sobre el himno Sacris Solemniis"
15. "Cuatro diferencias sobre Guardame Las Vacas"
16. "Tres diferencias, por otra parte, sobre Guardame Las Vacas"
17. "Veintidós diferencias de Conde Claros"
18. "Baxa de contrapunto
Diego Pisador (Libro de música de vihuela)
19. "Pavana muy llana para tañer"
20. "Dezidle al caballero que..."
21. "Seis villanescas"
Esteban Daza (El Parnaso)
22. "Villancico viejo"
23. "Fantasia XV con glosa del segundo tono"
24. "Fantasia XIX, del primer tono"
25. "Fantasia XXII, del segundo tono"
- Datos: Q6161915